# Debelušček
Debelušček je drama Krištofa Dovjaka iz leta 2002.

## Obnova

### Osebe
- Debelušček.

### 1. del
Debelušček sedi na sekretu in se pogovarja s svojim mobitelom Lahčijem, medtem ko zvoni telefon. Vseeno, življenje je itak zgrešen klic, a ni škoda, Lahči, do sem samo vodovodar, ki čisti zamašene odtoke, po navadi jih zamašijo lasje, ženski lasje... lepi so lasje, posebej rdeči so mi všeč, če pa so še nad kipečim oprsjem... Je boljše boksat ali seksat? Boksal sem veliko, še na gimnaziji, imam pokale, ampak zdaj ne boksam več; seksal sem pa malo, še sploh, ko me je dala punca na čevelj.,, Zdaj samo še žrem... imam pa posel in hrano in kup reči za ugodje, čeprav brez volje, sem še zmeraj svoj gospod, ker je upanje ... zato sem si kupil brezžični telefon, montiral ga bom na sekretu, da ne zamudim klica, do nekaj naredim zase, da grem naprej. Naprej! Kam?

### 2. del
Debelušček gleda pornič, zalaga čips in pije pivo. Telefon zvoni, reklamacija na montažo bideja, to je tista gospa, prsata, koketna... pogovor je dolg, možnosti so iz trenutka v trenutek bolj rožnate: uro je tri ponoči, jasno je, za kaj gre... ja, pridem takoj! Pokonci, treba je poklicat taksi, ker nimam avta... Tonček, mi lahko narediš uslugo in prideš pome v petnajstih minutah, stranka ima poplavo, urgenca, razumeš? Hvala, stari, pazi, kako voziš! Debelušček se steče umivat: če se bide maje ob 3 h ponoči, ni nobena urgenca, ampak romanca. Romanca!

### 3. del
Debelušček se baše s piščancem, vmes z Lahčijem klice na telefon samega sebe... Človek sem, ki kliče samega sebe, tako zdržim, potujem iz enega prostora v drugega, iz enega sveta v drugega. Čeprav Lahčijev impulz niti približno ne seže tako daleč, kakor bi rad... Ampak ta noč je zame skoraj popolna noč, ko sem že mislil, da se bom pobral, če bom tako dobro lagal samemu sebi, da bo postalo vse resnično in da bom končno dobil eno žensko... Veliko se pogovarjam, niti enega telefonskega klica nočem zamuditi. Nekoč bom ujel klic o Veliki Rdečelaski, ki je z lasmi zamašila celo mestno kanalizacijo in jaz bom poklican, da jo odmašim. Namakal bom rokce v peroksid tega sveta, v usmrajeno zakulisje te šminkerije, pod bleščečimi ploščicami je zmeraj kakšen čep in za njim odtok... ko sprostim čep, zmeraj zaslišim klic vode, ki teče drugam, torej svet ni samo na tej strani… preprosto vem, da sem, da bom sam nekoč takole odtekel. Ko ženski odteče voda, se začne… Ne, nobenih zgodbica za ugodje več, vse skupaj je boks in to si je treba priznati! Poklican sem, da odpiram, sem bil, sem in bom boksar, boksar in vodovodar. Čeprav  do komolcev vsak dan v dreku, ne v osvetljenem ringu, sem še zmeraj boksar! Dober tek! Dober tek, Debelušček!